# Assunção do Piauí
Assunção do Piauí är en kommun i Brasilien.   Den ligger i delstaten Piauí, i den östra delen av landet, 1 300 km nordost om huvudstaden Brasília. Antalet invånare är 7 503.
Omgivningarna runt Assunção do Piauí är huvudsakligen savann. Runt Assunção do Piauí är det ganska glesbefolkat, med 26 invånare per kvadratkilometer.